# 本宮市巡回バス

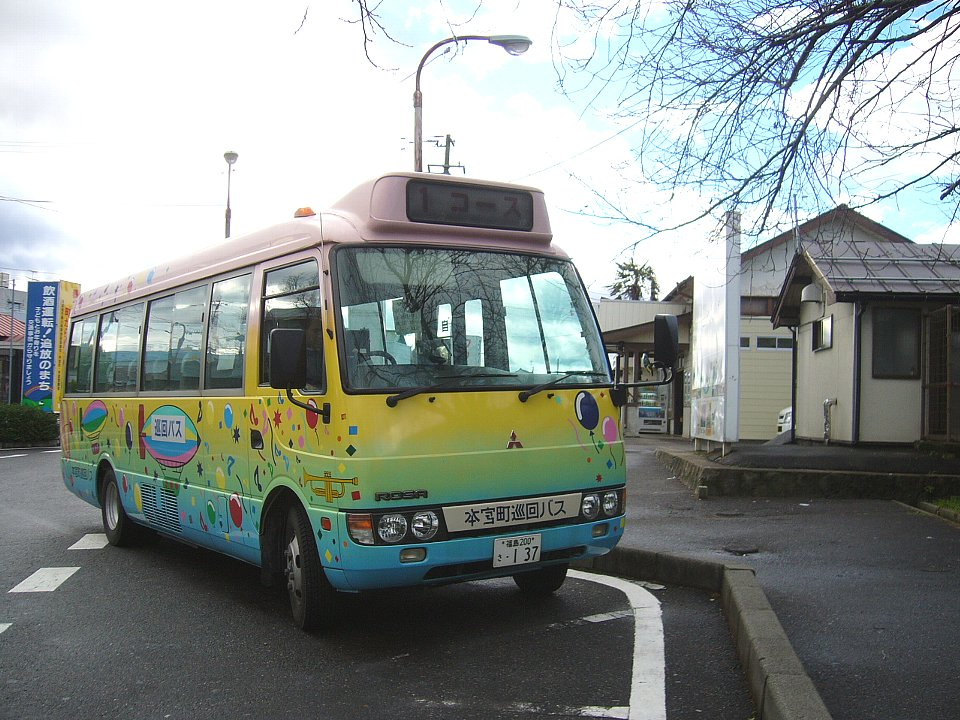
本宮町巡回バス当時（本宮駅前にて）

本宮市巡回バス（もとみやしじゅんかいバス）は、福島県本宮市で運行しているコミュニティバス。

## 概要
- 2000年1月1日から旧・本宮町による「本宮町巡回バス」として運行が開始され、2007年1月1日の本宮市市制施行に伴い現在の呼称へ変更となった。車体塗色・路線等に変更は無い。なお、本宮市を構成する旧・本宮町及び白沢村の合併協定書（2006年7月14日）では「新たな交通システムを合併後2年以内に構築する」としている。
- 運賃は大人100円、小学生・要介護者は50円（介護者が一緒の場合は合計50円）、未就学児は無料。
- 運行日は月～金（土曜・日曜・祝祭日・年末年始は運休）。

## 路線
- 1コース（高木方面）
- 2コース（五百川小学校経由 青田方面）
- 3コース（北本宮方面）
- 4コース（仁井田経由 岩根 下樋（さげひ） 関下方面）
- 5コース（荒井経由 仁井田方面）
- 6コース（青田経由 岩根 下樋（さげひ） 関下方面）
- 7コース（旧町内 高木方面）